# インターモーダル輸送

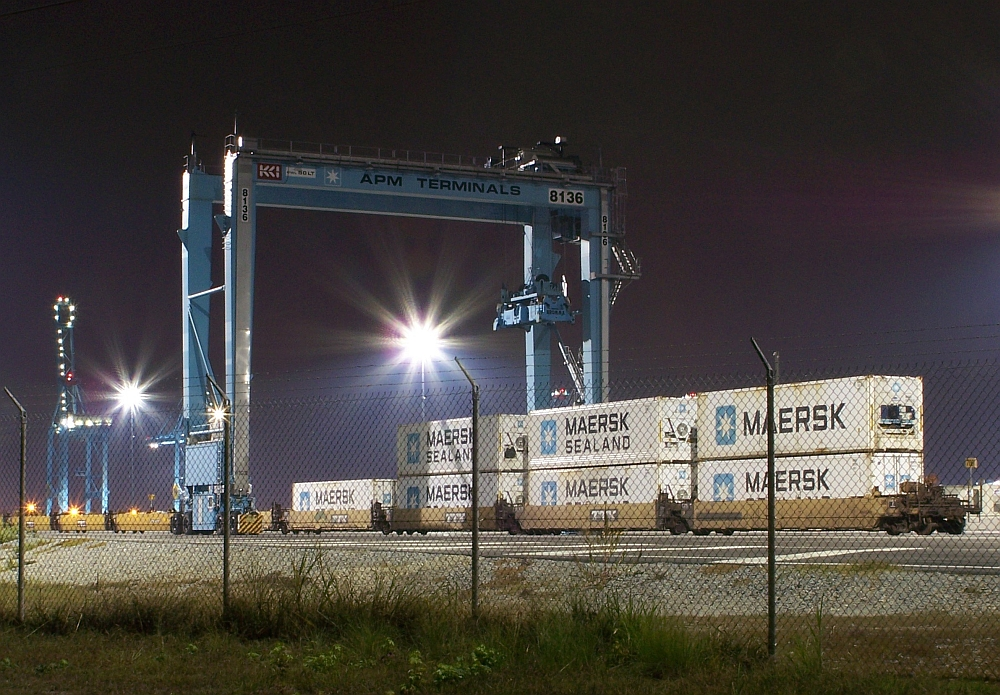
アメリカ合衆国バージニア州ポーツマスのAPMターミナルで、鉄道から船へコンテナの積み替えを行っている様子

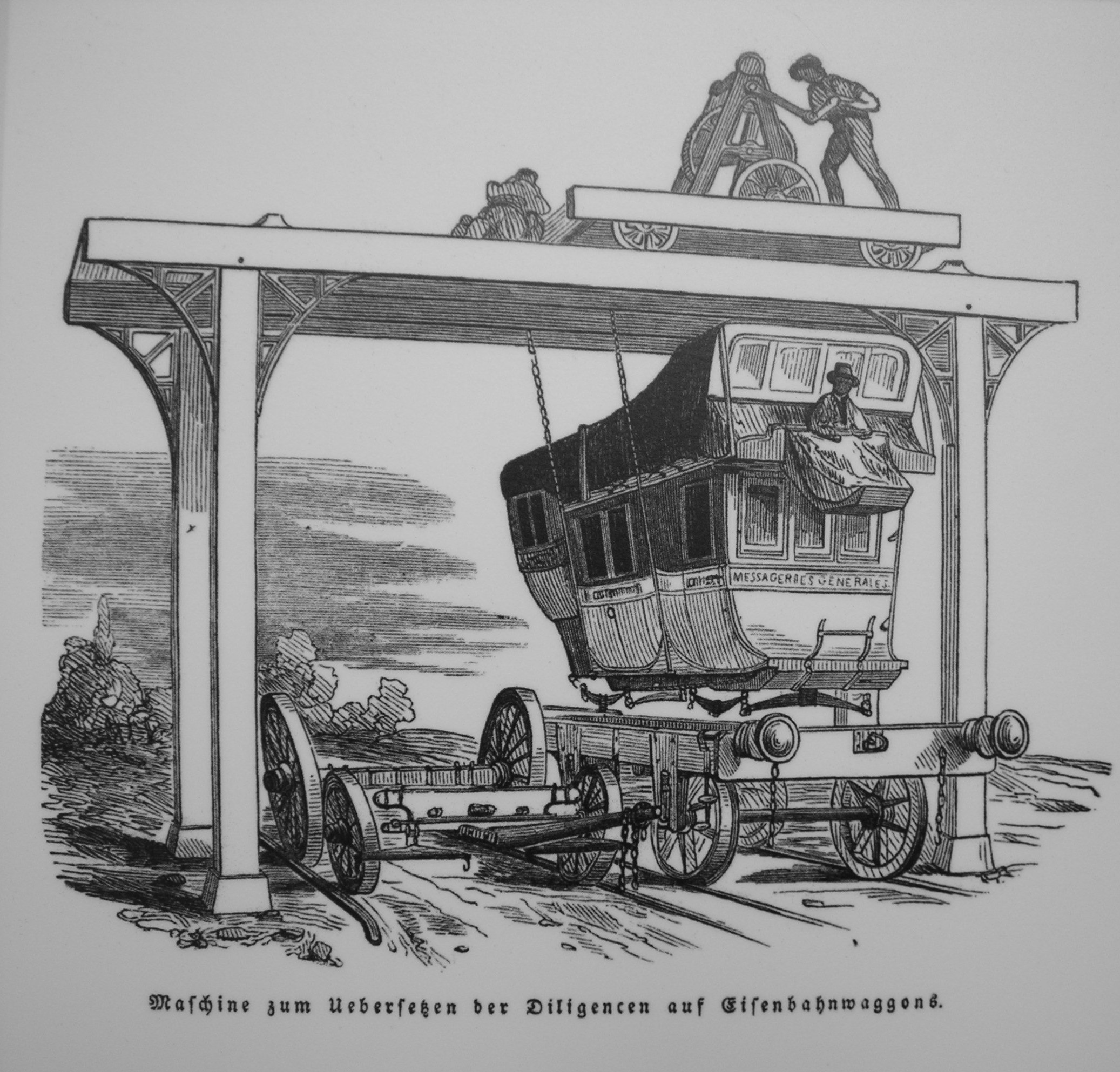
1844年のスケッチ。フランスでは郵便馬車から鉄道へ郵便物を積み替える際、人手で貨車に郵便物を運ぶのではなく、馬車のキャビンごと鉄道の台車に乗せて積み替え作業を省略する試みがあった

インターモーダル輸送（インターモーダルゆそう、英語: Intermodal Freight Transport）とは､ある輸送単位の物品を組み替えることなく、鉄道車両、トラック、船舶、航空機などの異なった輸送機関を複数組み合わせて運ぶ輸送形態のことである。複合一貫輸送（ふくごういっかんゆそう）とも呼ぶ。
異なる輸送手段の間で貨物の輸送単位を簡単・迅速に積み替えるため、貨物の輸送単位には主としてインターモーダルコンテナ（intermodal container）、及び海上コンテナ（ISOコンテナ）が用いられ、国際的に標準化されている。コンテナを使えば、生産国の工場で製品をコンテナに詰めた後は、トレーラーや貨物列車を乗り継いでの港への輸送、港湾での輸送とコンテナ船への積み込み、コンテナ船での航海、輸入国での倉庫や店舗への輸送まで、一度も製品をコンテナから出したり荷台やパレットに積みなおしたりすることなく運ぶことが可能である。

## 輸送手段

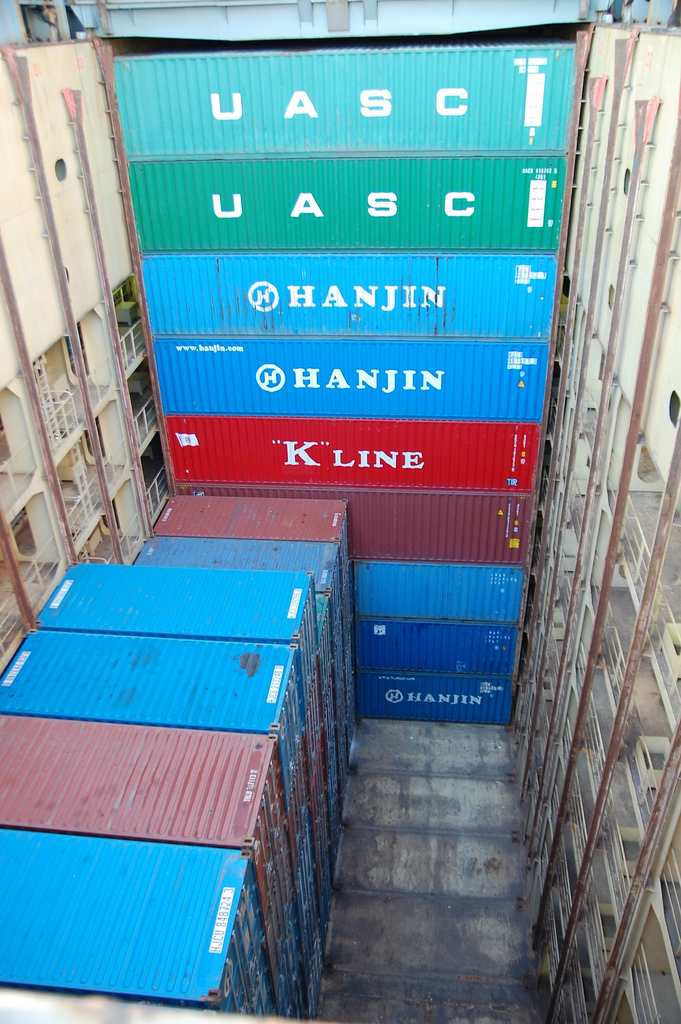
現代の超大型コンテナ船では珍しくはなくなってきた、9段積みされた船倉内風景。
最上段（薄緑色コンテナ）から6段目（赤いコンテナの真下）の朱色コンテナまでは40 ft型で、以下の7段目から最底辺の9段目までは、20 ft型を横2列に並べて3段積みされている。

### コンテナ船
コンテナを運搬する貨物船をコンテナ船といい、規格化されたコンテナだけを運搬する船はフルコンテナ船またはフルコン船と呼ばれる。
専用コンテナ船の船艙には、コンテナが左右にずれない様にするための「セルガイド」という鋼鉄製の強靭な垂直レールが備わっており、規格化された大きさのコンテナは、セルガイド最上部のエントリー・ガイドと呼ばれる斜体に沿って上甲板の開口部から、効率的に積み込まれる。上甲板の上まで積まれたコンテナは、3段目や5段目などの要所を、1本 20 kg以上もある鋼鉄製の「ラッシング・バー」で固定する必要がある。
コンテナを専門に運ぶためにセルガイドを備えたコンテナ船では、20フィート・コンテナを縦に2個並べた真上に40フィート・コンテナを重ねることは普通に行なうが、上下が逆で、40フィート・コンテナの上に20フィート・コンテナを乗せて運搬することは行なっていない。これは、船艙の底の金具で20フィート・コンテナの横ずれを防止できるが、40フィート・コンテナの上面には四隅にのみ金具が備わっているだけであるため、20フィート・コンテナは充分に固定できないためである。また、コンテナは四隅の金具で上に乗るコンテナの全重量を支えており、40フィート・コンテナの中央部分には20フィートの隅金具を支える隅金具がなく、上に乗る20フィート・コンテナの重量を支えることができないためである。
コンテナ船の荷役をする港湾施設はコンテナターミナルと呼ばれる。コンテナを積卸専用の岸壁クレーンをガントリークレーンといい、揚貨能力はおよそ35トン以上、作業のスピードは熟練作業員の場合、1時間に40本以上である。

#### 船の巨大化
コンテナ船の大きさはTEU (twenty-foot equivalent units) という、20フィートコンテナ1個の大きさを単位として、そのコンテナが何個まで積載できるかで表されることが多い。1 TEUは6.1 m × 2.44 m × 2.6 mでおよそ39 m3である。コンテナ船の大型化は年々進み、1980年代末にはパナマ運河を通れないほどの大きさ、オーバーパナマックスの 4,000 TEUクラスが登場し、2000年代に入り 6,000 TEU、8,000 TEU、11,000 TEUという超巨大船まで就航している。
2006年9月に竣工したデンマークの海運会社「マースク」社の持つ「エマ・マースク」(11,000 TEU) は、当時としては世界最大のコンテナ船であった。

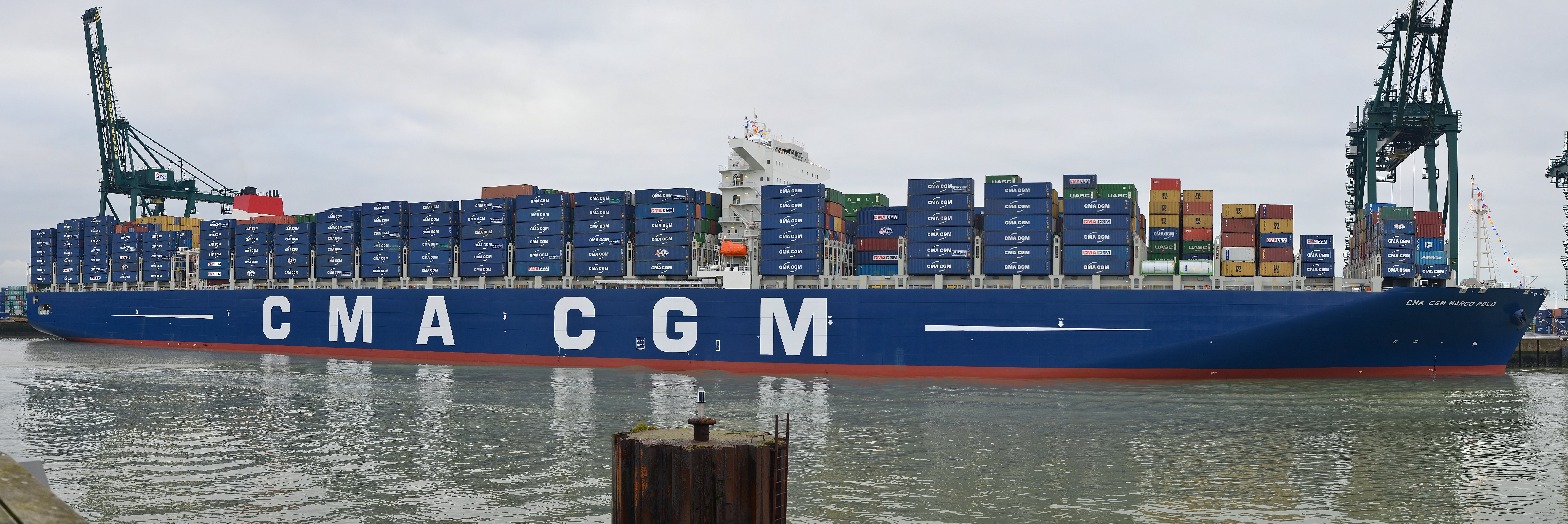
2006年9月に竣工した「エマ・マースク」を超える大型コンテナ船として、2012年に竣工した「CMA CGM マルコ・ポーロ」号 (16,020 TEU)

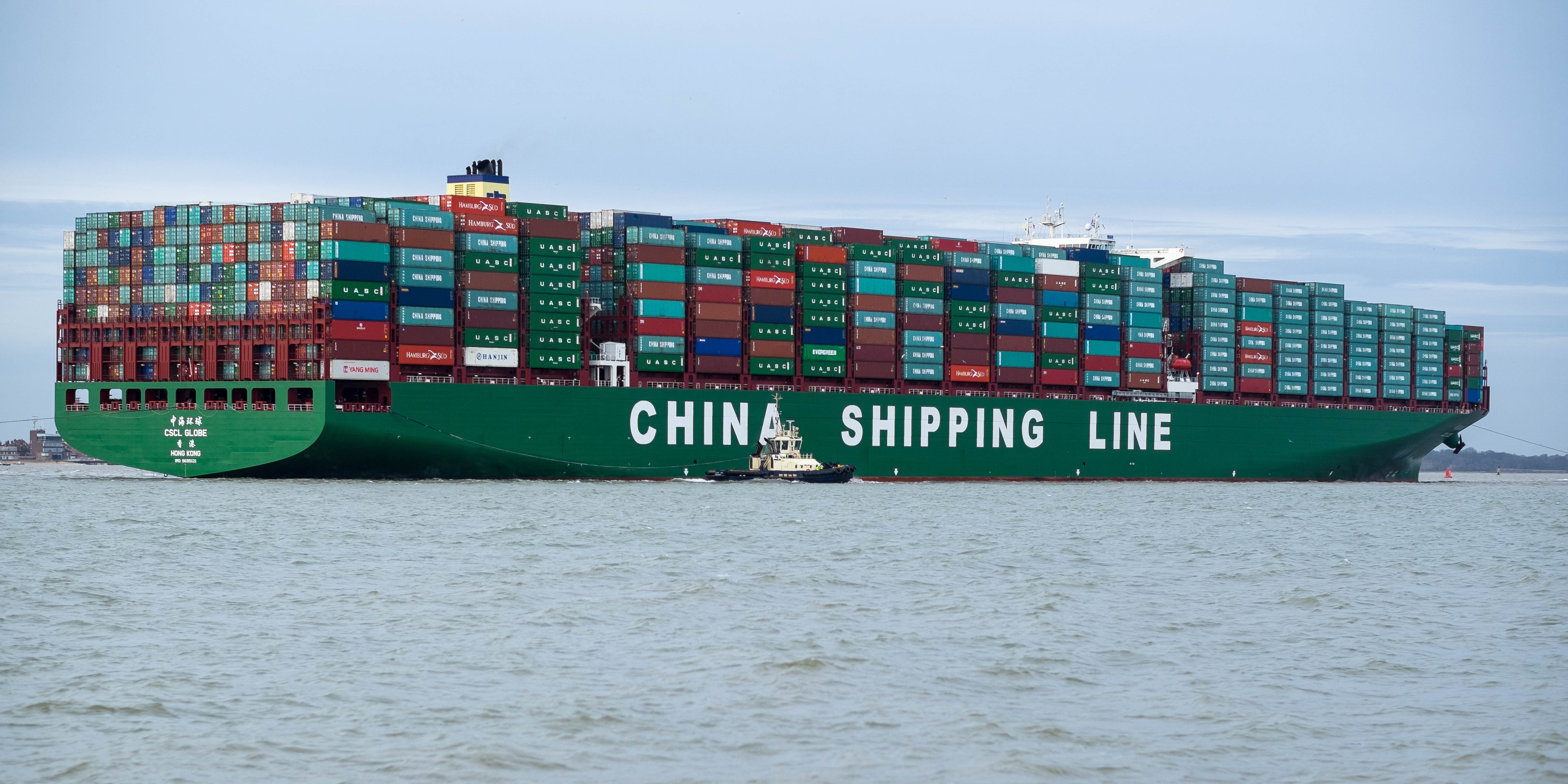
CSCL社が所有する「CSCL Globe」号 (19.100 TEU)

その後もコンテナ船の巨大化は年月と共に進み、6年後の2012年12月に国際的な各種適合性認証サービス機関である、ビューローベリタス社より船級認定された当時としての世界最大のコンテナ船は、世界的に展開しているフランスCMA-CGMd社所有の「CMA CGM マルコ・ポーロ」号で、その積載可能コンテナ数は 16,020 TEUまでに大幅に増加し、2番目に大きいコンテナ船との比較では、積載量が約8%増加している。
さらに近年では、China Shipping Container Lines (CSCL) が韓国・現代重工業に発注した時点で、世界最大積載量となる 19.100 TEUコンテナ船が2014年11月18日に竣工し、CSCL Globeと命名するセレモニーが行われた。 しかし、世界最大積載量の座を獲得したCSCL Globe号は、僅か2ヵ月後の2015年1月13日にはMSC（地中海海運会社, Mediterranean Shipping Company）所有で 19,224 TEU もの積載量を誇る「MSC Oscar」に、あっけなく世界一の座を奪われてしまった。
2017年3月27日には、日本の商船三井が韓国・三星重工業に発注した、世界初の20,000 TEU級（20,170 TEU）コンテナ船であるMOL Triumphが竣工したが、同年4月にはMadrid Maersk（マースク社所有、20,568 TEU）、同年5月にはOOCL Hong Kong（香港OOCL社所有、21,413 TEU）が竣工するなど、最大積載量記録の更新は続いている。また、同年10月31日には、初の日本建造20,000 TEU級（20,182 TEU）コンテナ船となるen:MOL Truthが、今治造船にて竣工している。

### はしけ
RO-RO技術を応用したはしけにより、ヨーロッパのライン川・ドナウ川や、米国ミシシッピ川のような大規模な内陸水運水路で貨物を輸送している（バージコンテナ輸送）。

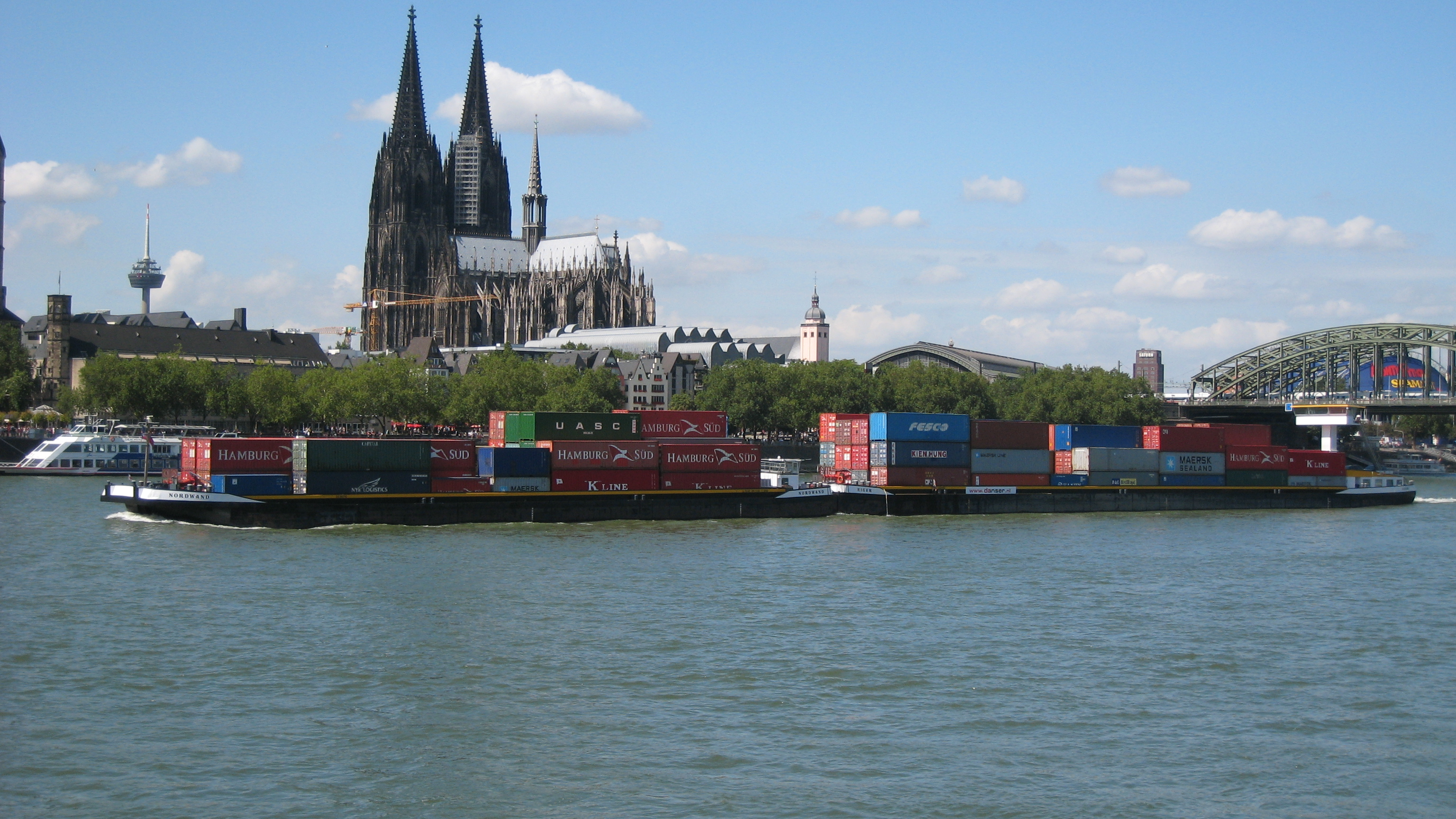
ドイツ・ライン川でのコンテナ輸送
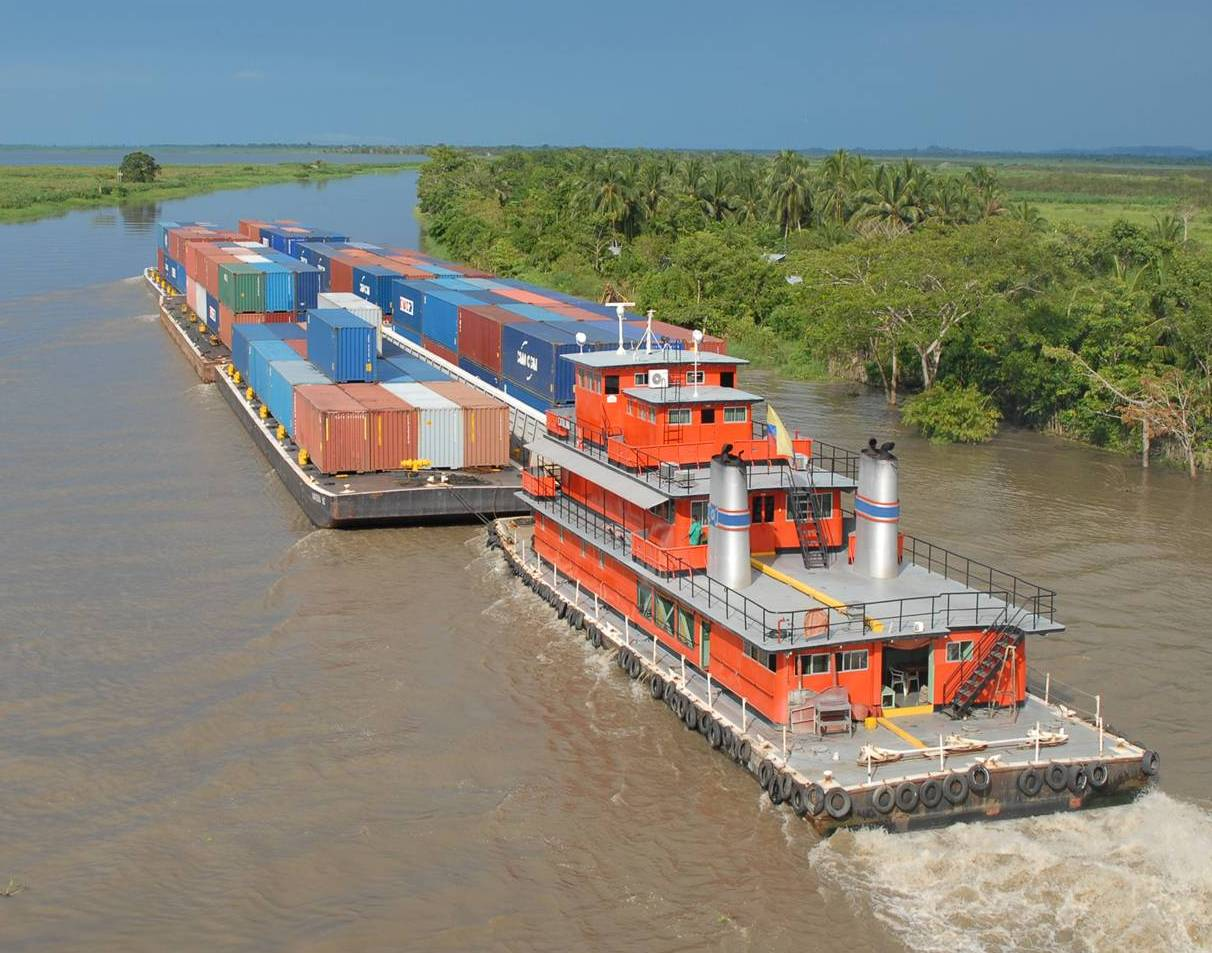
コロンビアディケ運河をゆくコンテナバージ
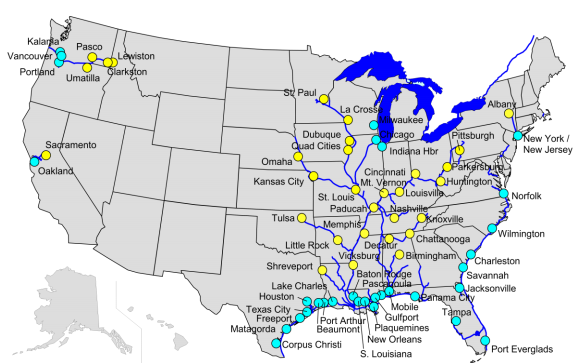
米国の内陸水路

 ウィキメディア・コモンズには、コンテナバージに関するカテゴリがあります。

### 鉄道

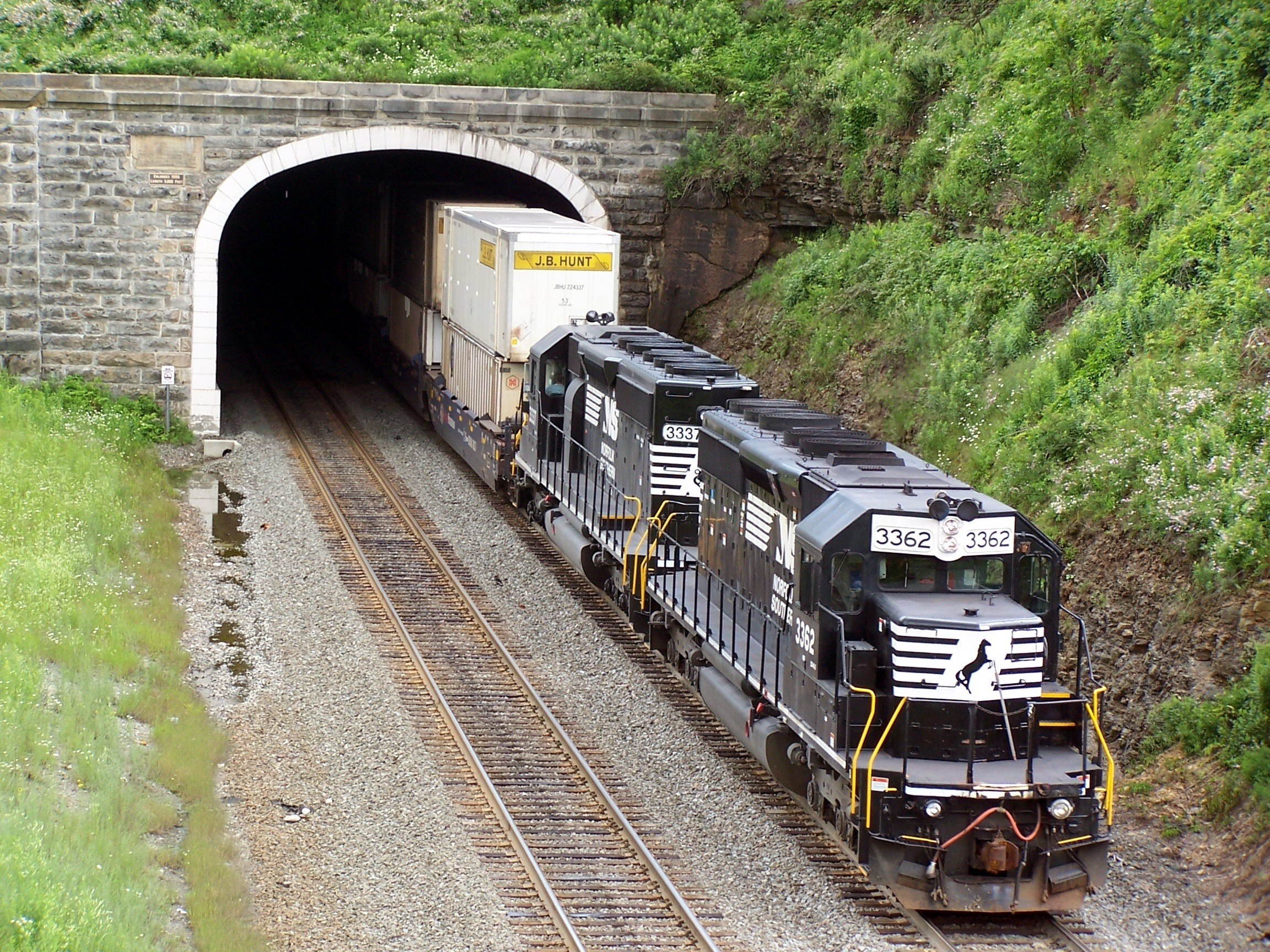
アメリカ・ペンシルバニア州では、2段積み（ダブルスタック）されたコンテナ車が複線化されたトンネルを悠々と走っている。

鉄道貨物輸送は船に比べて速く、飛行機よりも割安なため、大陸間輸送の場合でもランドブリッジとして大陸横断鉄道が（特に北アメリカ大陸で）活用されている。内陸輸送の上でも、トラック数百台分のコンテナを一気に運ぶことができるため鉄道は効率的な輸送手段である。アメリカ合衆国やヨーロッパなどでは海上コンテナ（ISO規格コンテナ）の使用が一般的で、コンテナ貨車を 100両以上連ねた長大な貨物列車（俗に「マイル・トレイン」と呼ばれる）が効率的な物流手段として日常的に運転されている。
車両限界に余裕のあるアメリカなどでは、コンテナを上下2段に積み重ねて輸送する「ダブルスタックカー」も見られる。こうした複層貨物鉄道輸送はアメリカ以外でも効率的にコンテナを大量輸送するために導入されている。

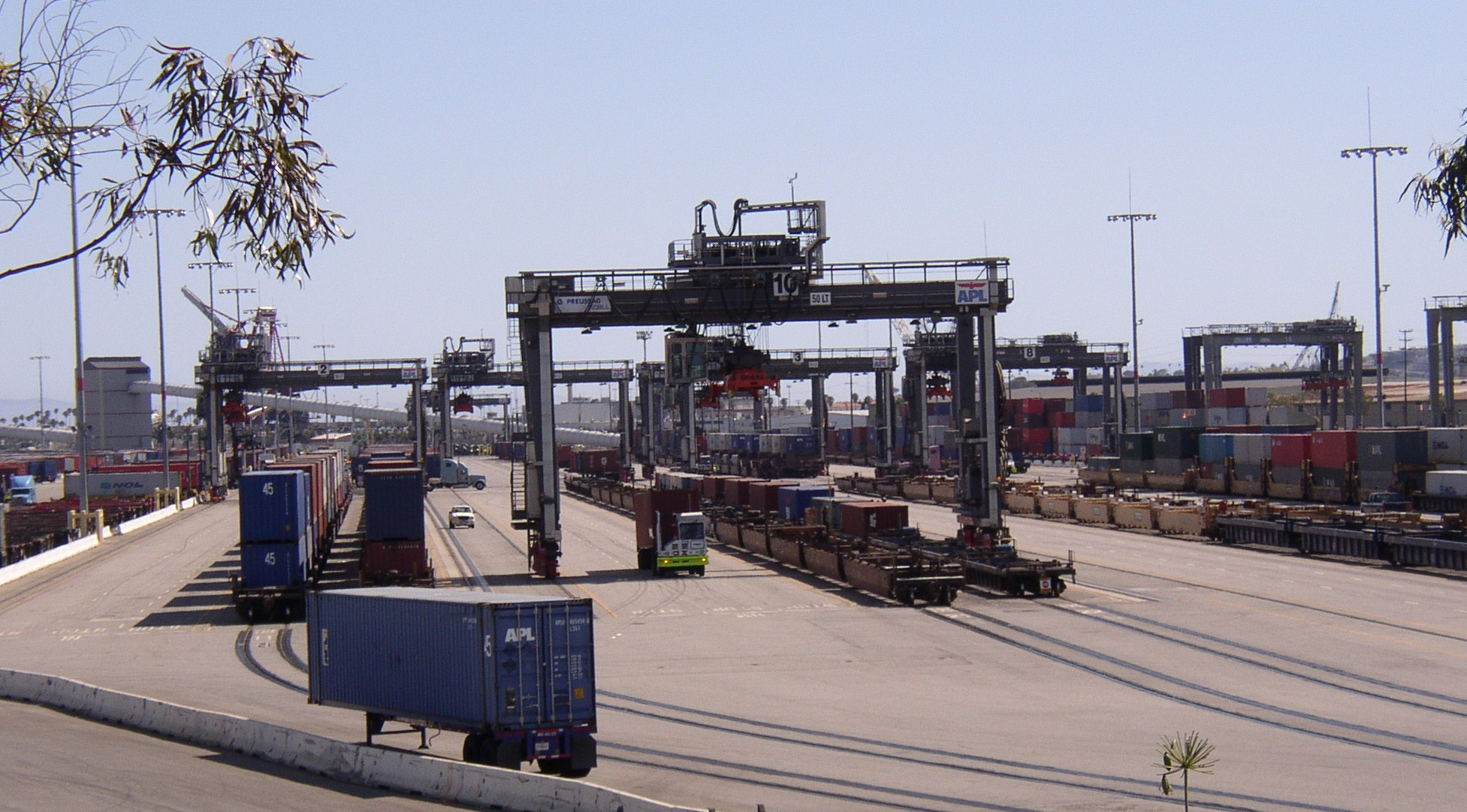
鉄道が引き込まれたコンテナ港
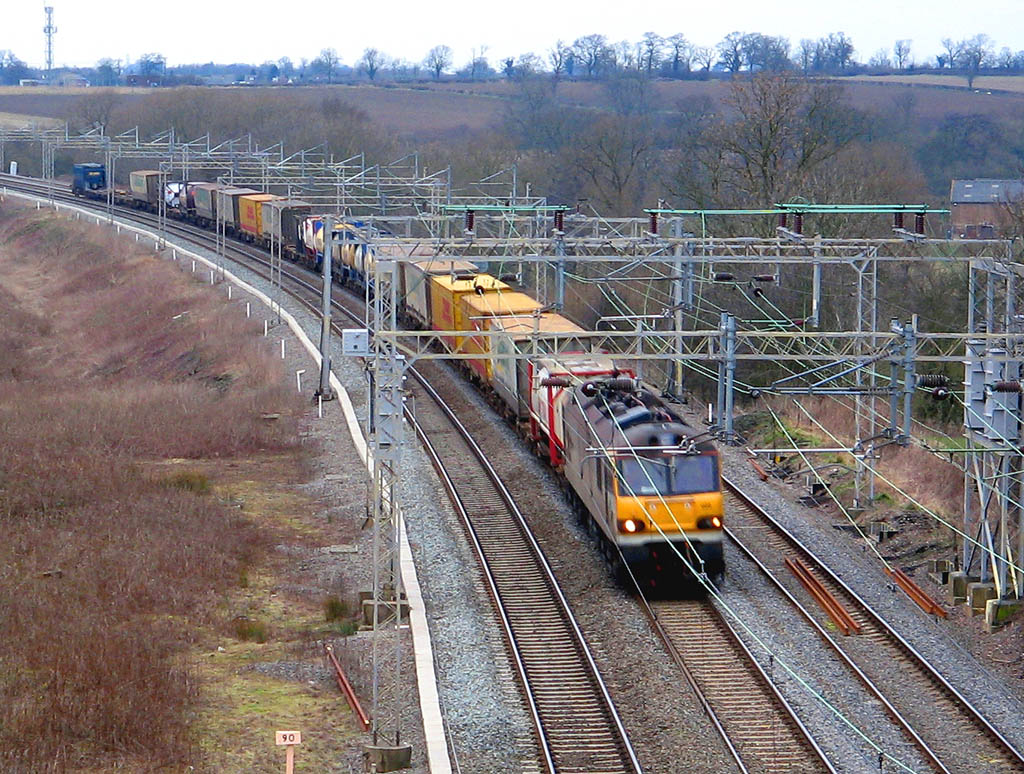
イギリス国内での鉄道輸送風景。
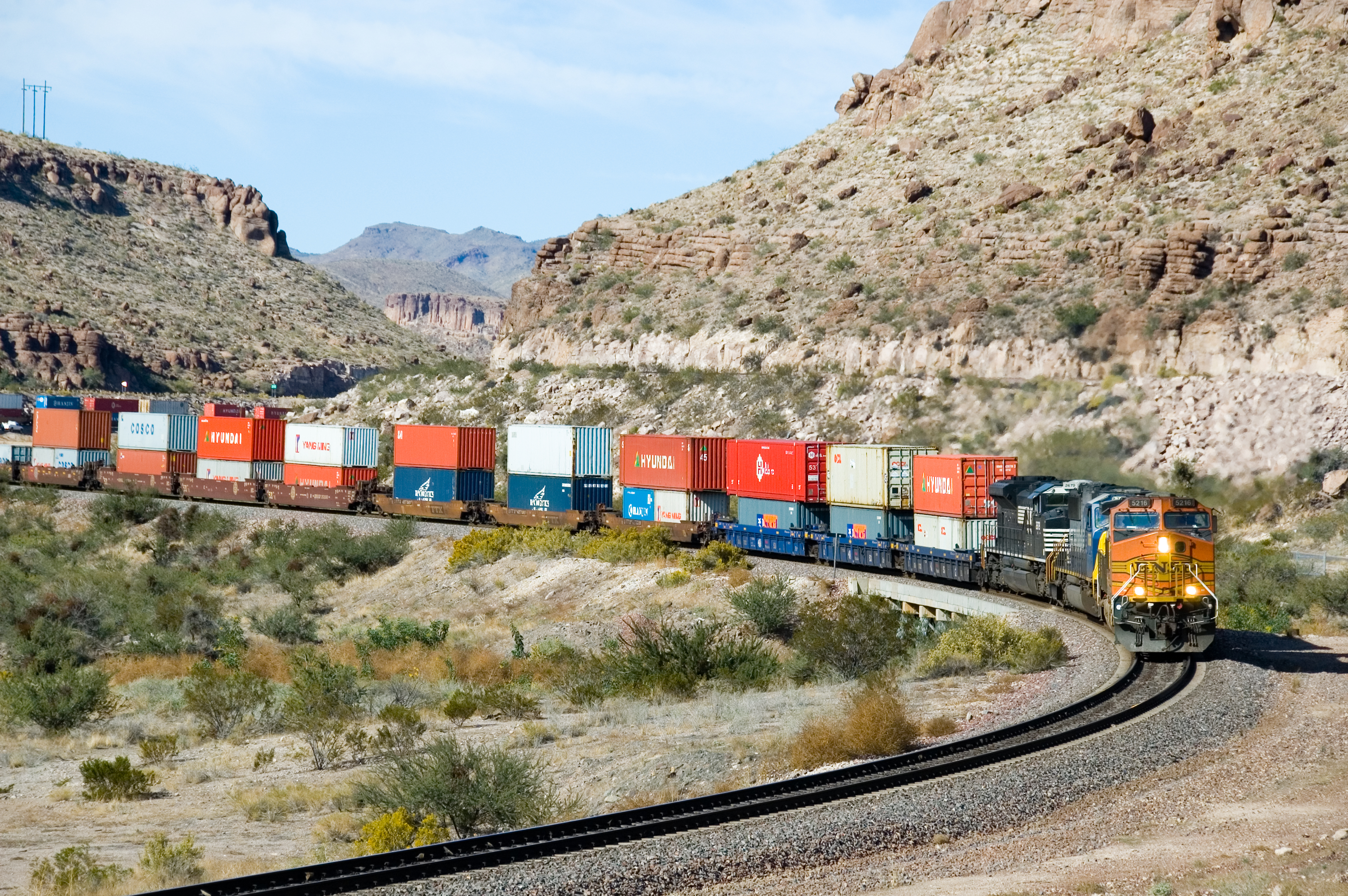
アメリカ・アリゾナ州の2段積みコンテナ車（ダブルスタックカー）。
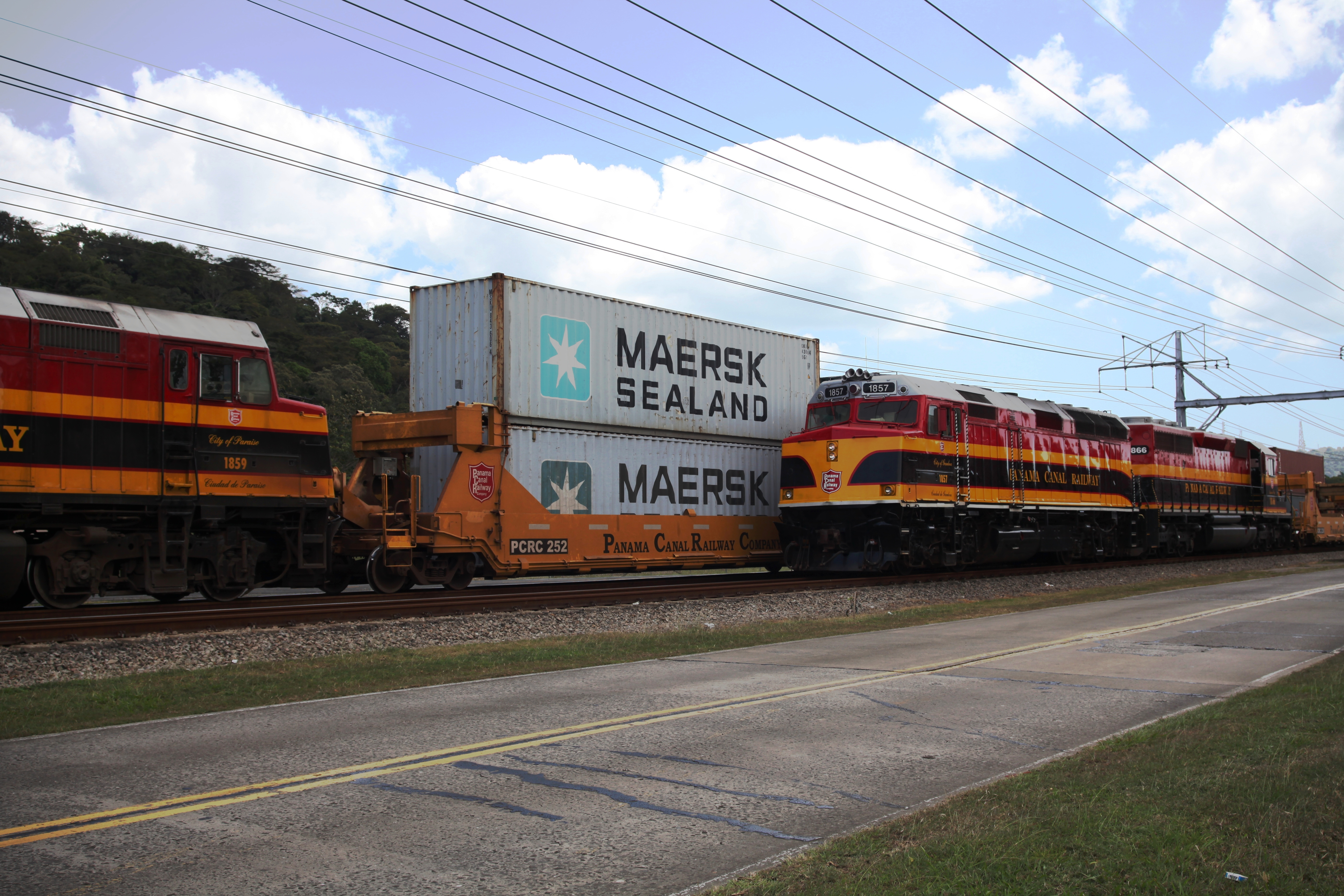
架線が張られ電化された鉄道でも、2段積み輸送されている珍しい事例。（パナマ）

 ウィキメディア・コモンズには、コンテナ鉄道輸送に関するカテゴリがあります。

### 自動車

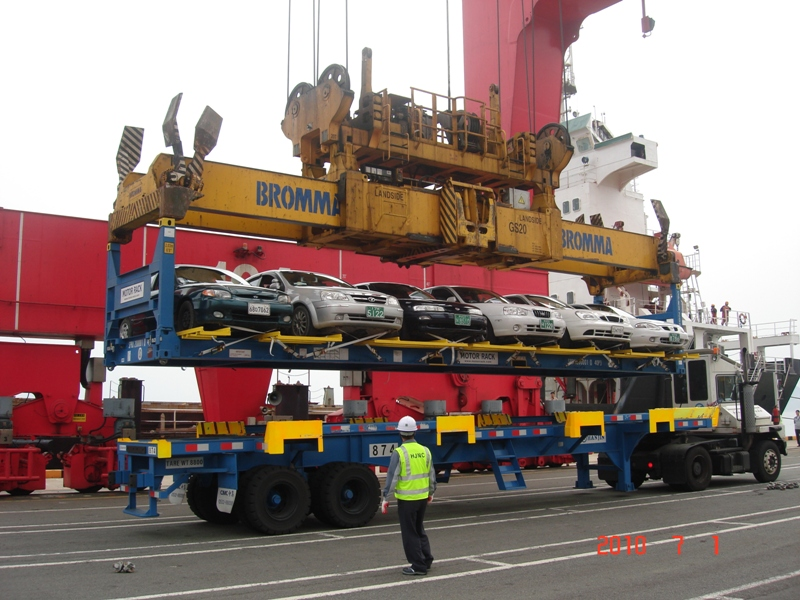
コンテナの横幅から、大幅にはみ出した積荷の4 m級セダン車でも、地域によっては、この状態で公道を走る。

諸外国の多くの地域では、道路幅が広かったり、車高制限にゆとりがあるなど、日本の道路事情とは大きくかけ離れている。これにより、通行できる車両の大きさや、総重量なども緩和されているために、トラックによる効率的にコンテナ輸送の出来る地域が多い。特に、広大な国土を持つ国では日本では絶対に見かける事の無い、ある意味、曲芸的なコンテナ輸送風景が日常的に行われている。詳しくは、下記の輸送事例画像を参照されたい。

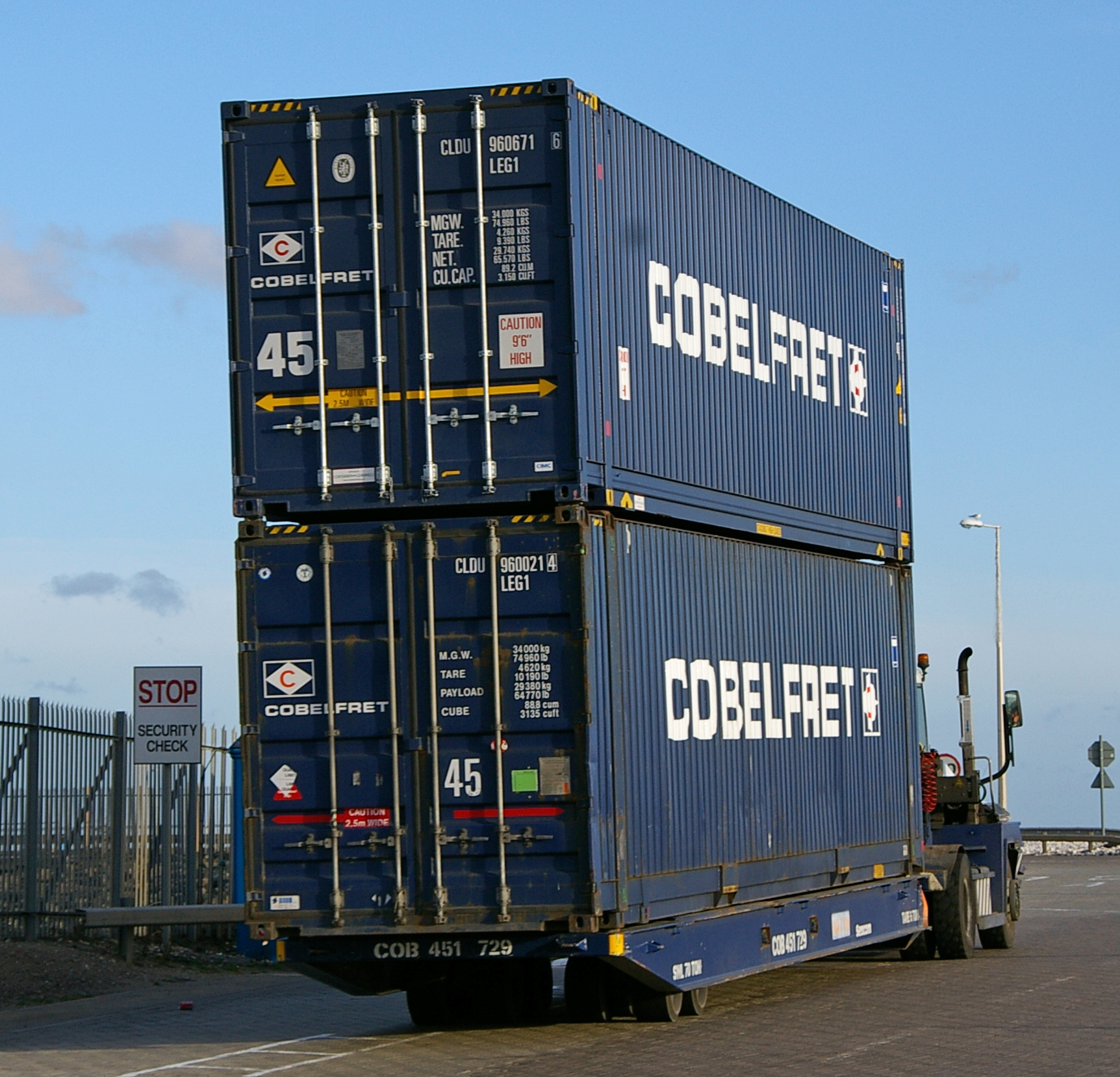
曲芸的な、幅2.5 m、長さ45 ft、高さ9.6 ic×2段、総重量68 tを運ぶ風景。
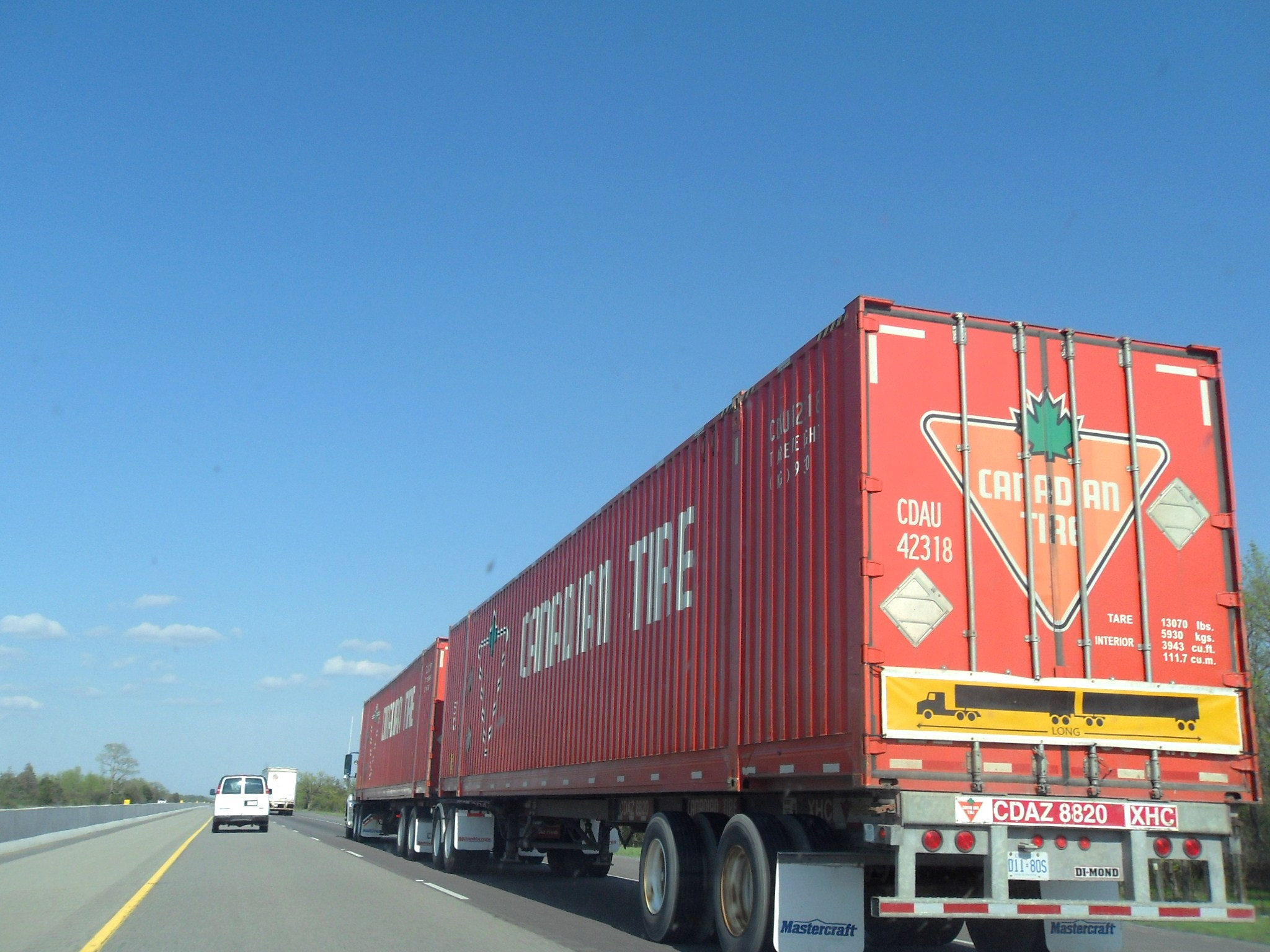
53 ftの長尺コンテナを、2本連結して走るトレーラー。 コンテナの最後尾に、黄色い横断幕を貼り付けて、全長が長いので追い越しに注意する様に促している。
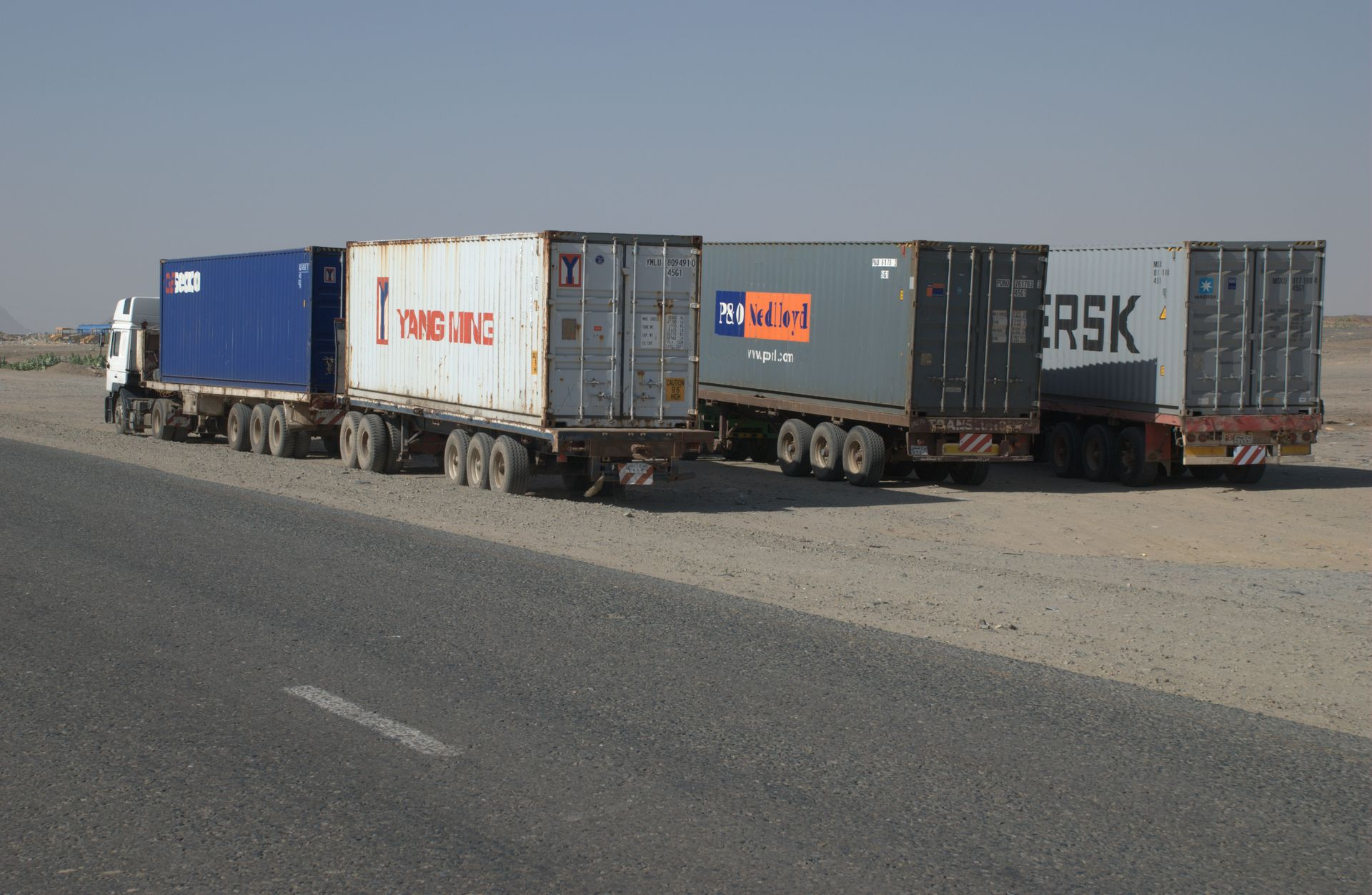
40 ftのコンテナを、2本連結しているトレーラー。
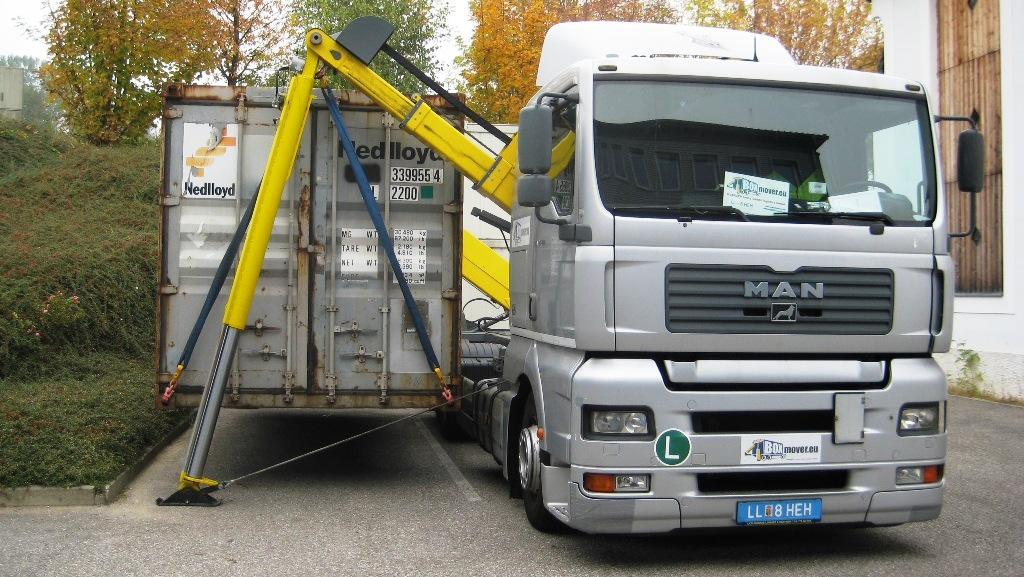
コンテナを積んだトラックが、配達先でコンテナを真横に自力で下ろす風景。
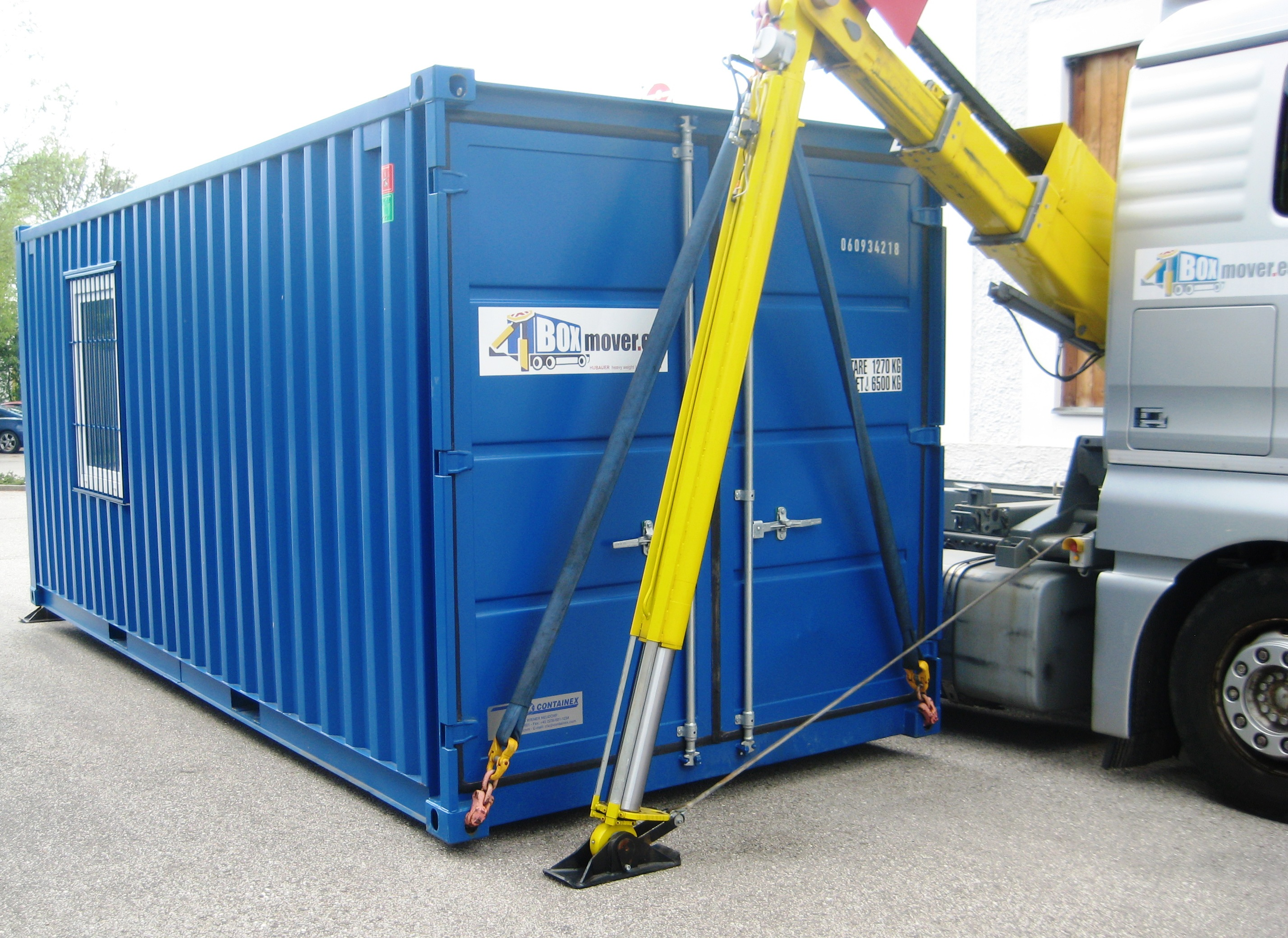
コンテナを積んだトラックが、配達先でコンテナを真横に自力で下ろす風景。
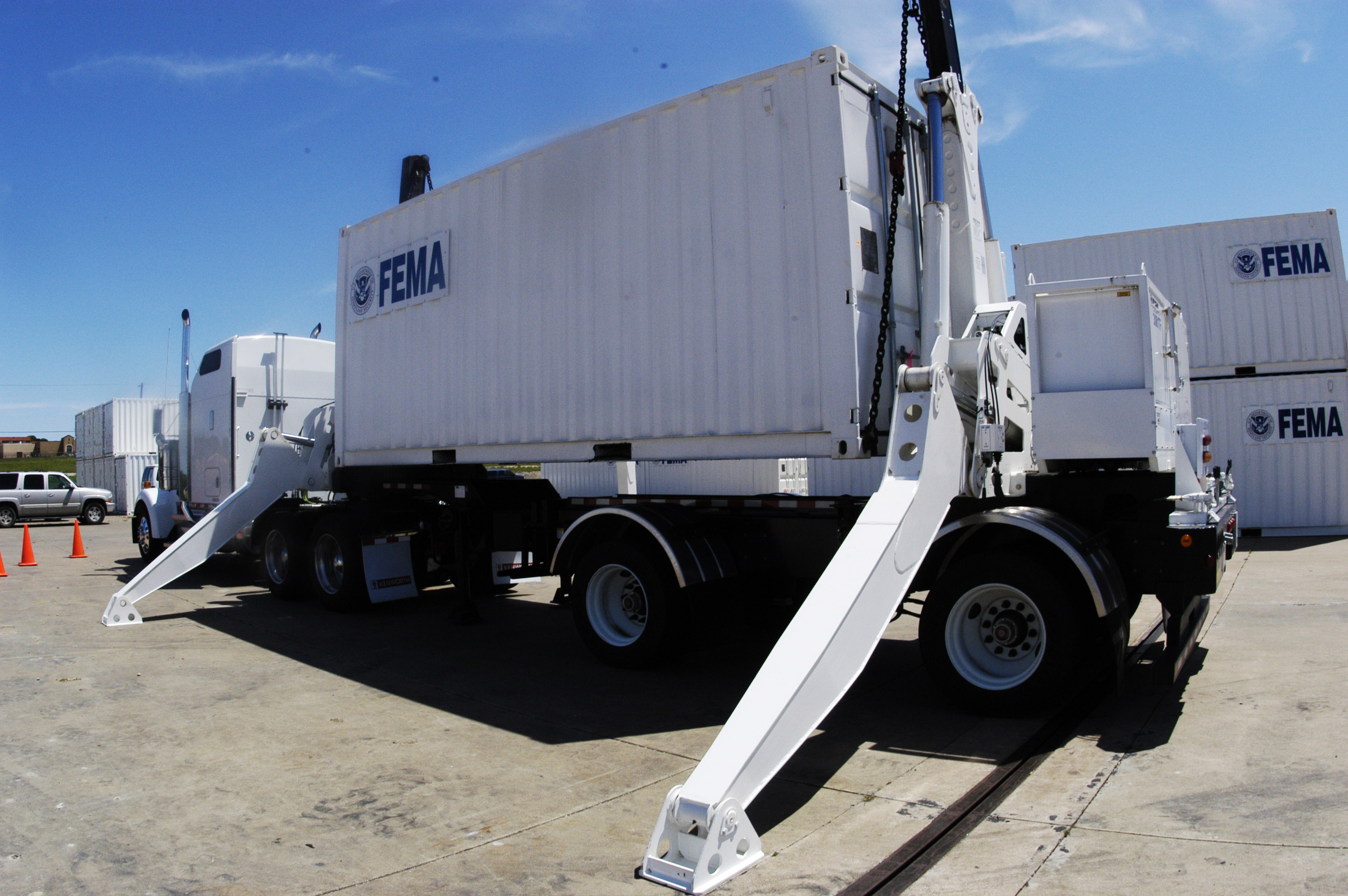
コンテナを積んだトラックが、配達先でコンテナを真横に自力で下ろす風景。
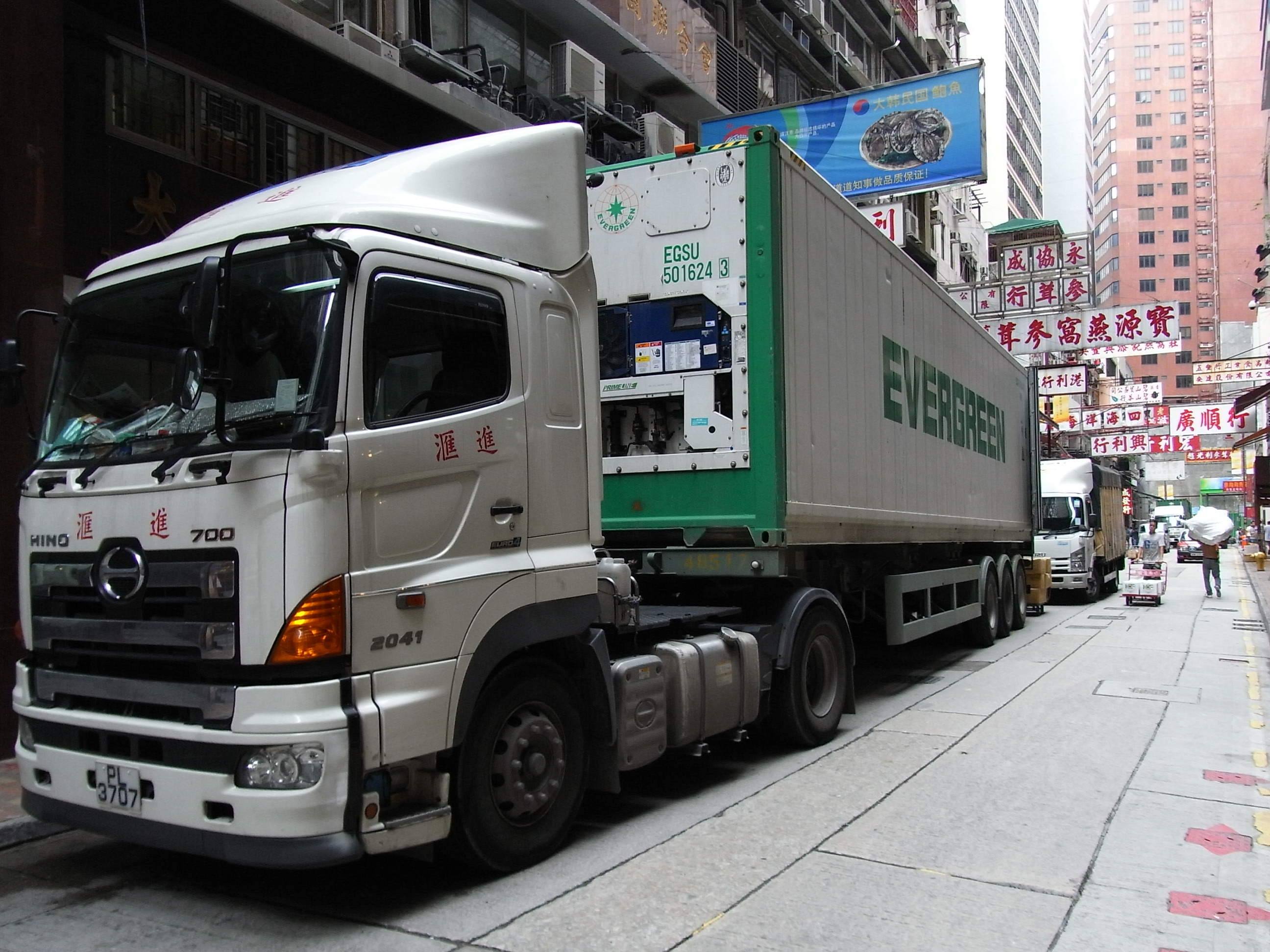
香港の繁華街で、背高40 ftコンテナから商品を配達している風景。 狭い国土ながら繁華街でも、2階建てのバスや電車が走り回っているので、日本のように高さ制限で、通行ルートが制限される事も無い。
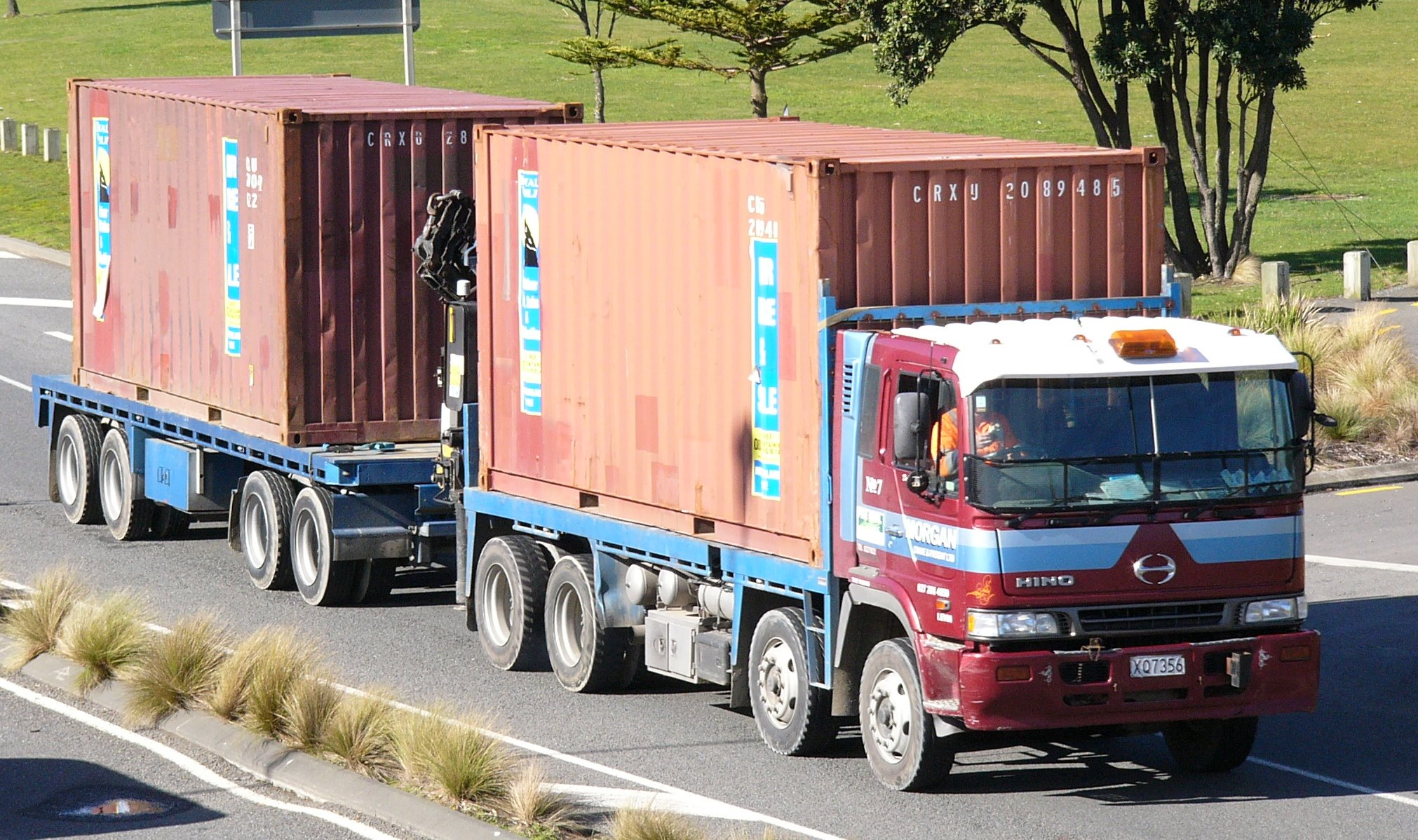
日本と同様に、日野製右ハンドル仕様ながらも、20 ft積載トラックが、20 ft積載台車を牽引している風景。

## 歴史
規格化された箱に不揃いな荷物を詰めて輸送の便宜を図るというアイデア自体は18世紀末の運河時代にまでさかのぼるが、当初の箱は小さくて荷物があまり入らない割に重量が重く、空箱を送り返す手間ばかりがかかり、なかなか普及しなかった。コンテナが重要となったのは、世界的にコンテナおよびコンテナ荷役機械が標準化された20世紀半ば以降である。
コンテナ化は貨物の荷役作業はもとより、物流全般、港湾・倉庫・船舶・鉄道、果ては航空の設計や仕組みまで大きく変えた。さらに、国際輸送にかかる時間と費用を削減して輸出入を有利にした、20世紀の物流革命の最も重要な要素であった。

### 前史

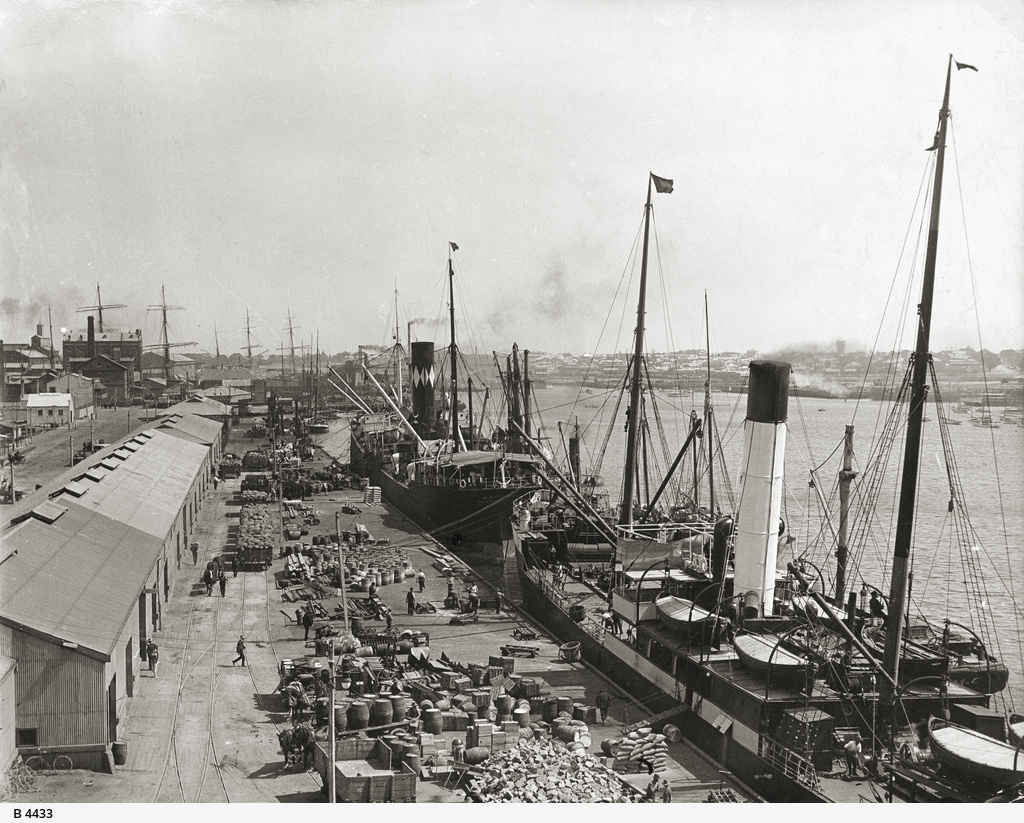
コンテナ登場以前の港（1927年）。雑多な物資に積み替えには大勢の人手を必要とした。

1830年代には欧米のいくつかの地域の鉄道会社が貨物列車用に、荷車や船にも積み替えできる木製の小さなコンテナを運用していた。こうしたコンテナは、もとは1780年代末にイギリスのブリッジウォーター運河をはじめとする各地の運河会社が艀に石炭を詰めるために開発したものであった。1840年代には鉄製のコンテナも登場し、1900年代初頭には鉄道から貨物自動車に載せ換えられる密閉されたコンテナも登場した。1920年代には、イギリスの鉄道会社間の運賃決裁などを行う鉄道運賃交換所 (Railway Clearing House) が各社まちまちのサイズのコンテナ標準化を行い、「RCHコンテナ」が誕生した。これは5フィートまたは10フィートの長さで、積み置きはできなかった。非常な成功を収めたものの、イギリスだけでの標準にとどまった。アメリカのみならず西側諸国やソ連などでも第二次世界大戦後、各国独自の規格の鉄道コンテナが普及していった。
アメリカでも1920年代に、鉄道・自動車・船の間での積み替え作業を省略するため、さまざまなインターモーダル輸送が試みられた。1926年から1947年にかけシカゴのシカゴ・ノースショア・アンド・ミルウォーキー鉄道は長物車に船社所有の貨物自動車を載せるサービスを始め、1929年初頭には船会社シートレイン・ラインズ社（Seatrain Lines）がニューヨーク・キューバ間で貨物列車輸送を始めた。1930年代半ばにはシカゴ・グレートウェスタン鉄道が長物車に貨物自動車を載せるピギーバック輸送を開始し、各鉄道会社が1950年代までにこのサービスに加わった。

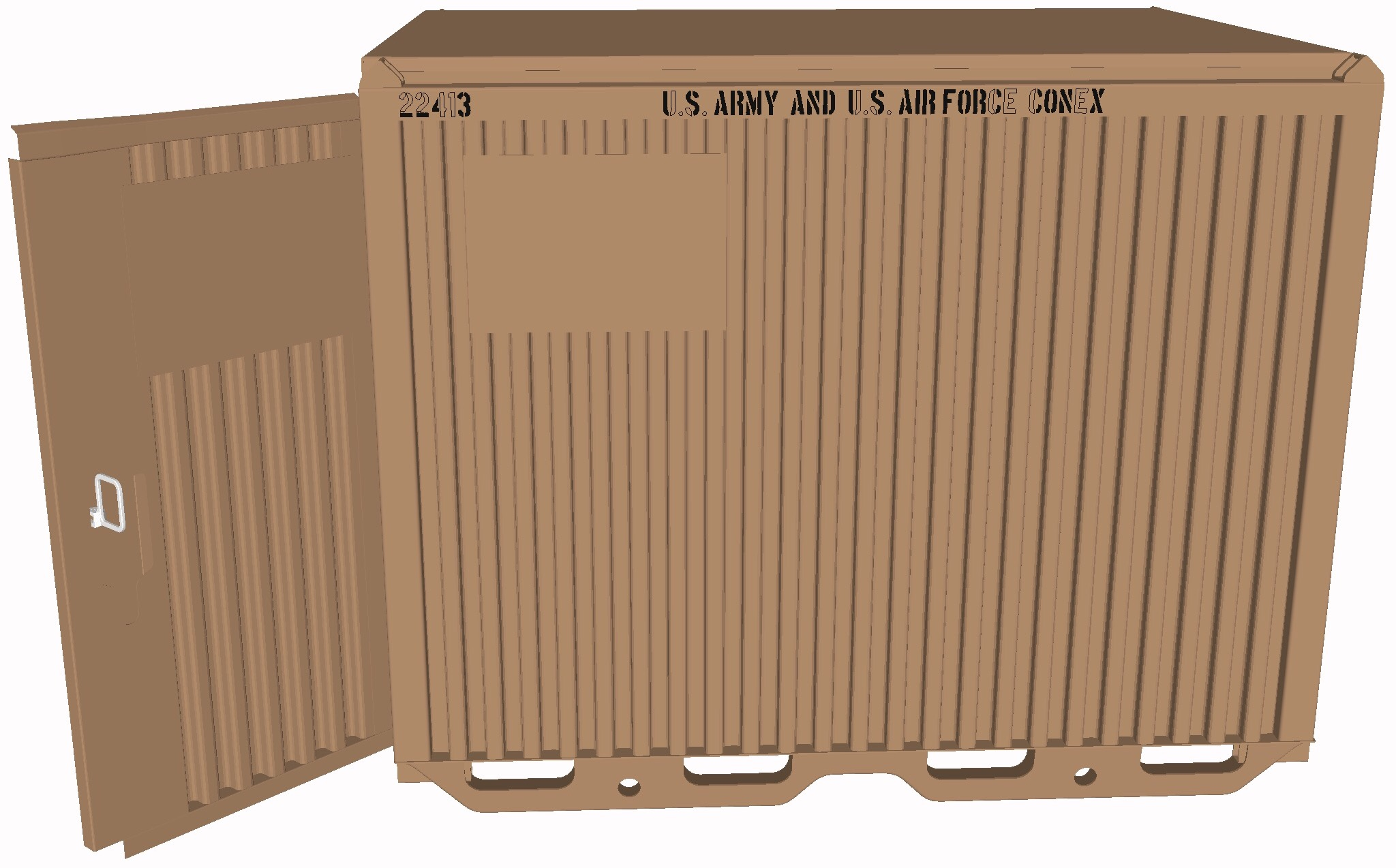
米軍によるConex box。1940年代に開発。

戦争とそれにともなう兵站輸送の増大もコンテナの登場を後押しした。第二次世界大戦の後期にアメリカ陸軍は輸送船への積み下ろし時間を可能な限り短縮するためコンテナの使用を開始した。このコンテナは「トランスポーター」と呼称された。「トランスポーター」は再使用可能な鉄の箱で、寸法は長さ8.5フィート (2.6 m)、幅6.25フィート (1.91 m)、高さ6.83フィート (2.08 m)、9,000ポンドの貨物が詰められた。当初は士官用の日用品輸送が中心だったが、朝鮮戦争で機密物資の荷役能力や効率性が評価され用途が広がった。釜山港での沖仲仕による作業時間の長さ、木箱に入れた貨物が窃盗されたり荷役時にダメージを受けたりしやすいことも、軍に鉄製コンテナの必要性を痛感させた。1952年には、修理用器具や部品などコンテナで急送する貨物を意味する「CONEX」（Container Express の略）と呼ばれる便が登場した。最初のCONEX貨物の輸送は、ジョージア州コロンバスのデポでコンテナに詰められサンフランシスコへ鉄道輸送され、横浜経由で韓国に上陸するという経路をとった。これにより荷役の手間は省かれ、輸送時間は従来の半分に短縮された。ベトナム戦争では物資の大半がCONEXで輸送された。国防総省は8フィート×8フィート×10フィートの軍用コンテナを標準化し、一般用にも普及した。
1951年、デンマークで、コンテナを輸送する目的で建造された最初の貨物船が運用された。同年、シアトル・アラスカ州間でも貨物船によるコンテナ輸送が始まった。コンテナ専用に建造された貨物船「クリフォード・J・ロジャース (Clifford J. Rodgers)」を使用した、世界初の海陸一貫コンテナ輸送システムは、1955年にモントリオールで、ホワイト・パス・アンド・ユーコン・ルート社（White Pass and Yukon Route, アラスカ太平洋側からユーコン準州を結ぶ鉄道）により構築されている。1955年11月26日、600個のコンテナを載せたクリフォード・J・ロジャース号はノースバンクーバーから出港し太平洋を北上してアラスカ州東南部のスキャグウェイ港へ着き、ここでコンテナ専用貨車に積み替えられ国境を越えてユーコン準州へと北上した。ユーコン準州からの貨物は、現地の荷主がコンテナに詰め、鉄道・船・トラックを経由して一度もコンテナを開けられることなく受取人のもとへ届いた。

### 構想

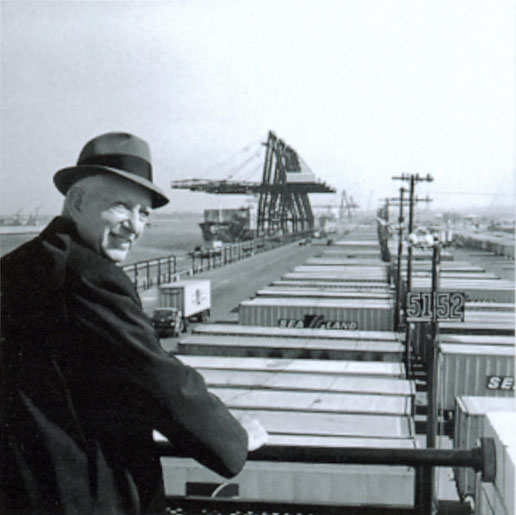
自身が創設した、旧シーランド社のバンプールを眺めるマルコム・マクリーン

今日につながる船舶用コンテナの発明者は、一介のトラック運転手から身を起こし、全米有数の陸運業者となったマルコム・マクリーン(1913-2001)といわれ、1956年にアメリカ最初のコンテナ専用貨物船「Ideal-X」を就航させている。そのアイデアは1930年代、彼がニュージャージーのトラック運転手だった時代にまでさかのぼるが、実現したのは彼が船会社「シーランド」（現マースクライン）を設立した1950年代だった。
かつては貨物船の荷役は、いくらかのクレーンを補助的に使うほかは、基本的に陸仲仕や沖仲仕といわれる港湾労働者たちが大勢で人手で行っていた。彼らは岸壁に停泊した本船に数日がかりで荷物の積み下ろしを行っていた。港の沖では、無数の本船が岸壁の順番待ちを強いられ、無駄な時間をすごしていた。こうした港湾での待ち時間は、世界的な船のスケジュールや、陸上輸送・工場生産のスケジュールをも狂わせていた。はしけにより沖仲仕が海上で荷役作業をすることがあったが、風が強く海が荒れている場合などは大変危険な作業であった。
また倉庫や船舶から貨物の一部が抜き取られる「荷抜き」も頻繁に発生していた。ロンドンのドックランズなどの倉庫・埠頭街や保税地区は高い塀で周りを囲まれていたが、内部の作業員による盗難は収まらなかった。加えて港湾荷役は「肉体労働者である沖仲士を大量に雇い集めての集団労働」という性格から、暴力団（マフィアやヤクザなど）の介入を招きやすく、主要な港の有力な港湾荷役会社が暴力団のフロント企業であったり、港湾労働者の労働組合を実質的にマフィアが仕切ったりするような事例が世界各地に多々存在した。
陸上での、トラックから倉庫や船への積み下ろし作業も、手間と時間がかかるものだった。個人トラック業者だったマクリーンは、積んできたトラックの荷物が船に積まれていくのを岸壁でじっと待つ間、トラックから荷物を降ろしてまた本船の船倉に並べなおすよりは、いっそのことトラックごと船に積んでしまえば楽になるはずだと考えていた。

### 実用化

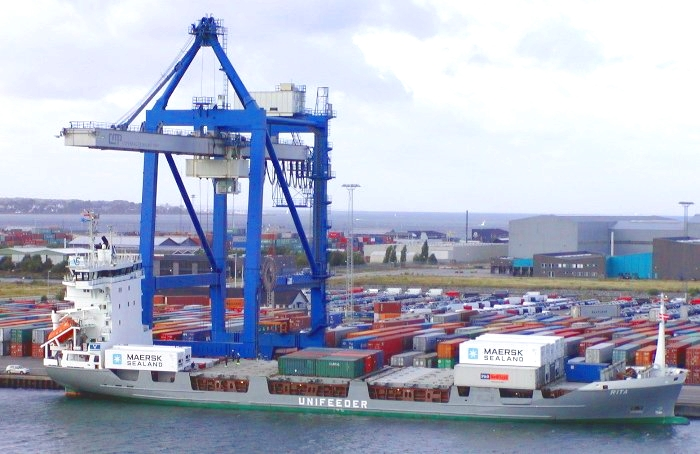
コンテナ船（デンマーク・コペンハーゲン）

マクリーンが陸運会社を大きくした1950年代、彼はかねてからのアイデアを実現に移すべく中古の貨物船を購入して改造し、トレーラーをそのまま船倉に乗り入れさせて積み込む貨物船（RO-RO船）を実現した。だがこれはトレーラーの車輪や運転席の分だけ無駄なスペースが必要で、もっと効率的に詰め込むため、彼はトレーラーの運転席・車台部分と荷物の入った部分を分離させ、荷物の入った箱型の部分を規格化して「コンテナ」にし、一方船側の船倉全体に規格化されたコンテナを積み木のように積み固定するためのガイドレールを縦横に設けた「コンテナ船」を発明した。このコンテナを運ぶクレーンは当面は船にも設置したものの、基本的に船には余計なクレーンは設置せずに、港の岸壁にコンテナ積み下ろし用の「ガントリークレーン」を設置して、将来はこれを世界中の港に整備すべきだとした。マクリーンは自らの陸運会社を売って船会社を買収し、中古軍用タンカーを買ってコンテナ船「Ideal-X」に改造し、1956年、ニュージャージー州ニューアークからテキサス州ヒューストンまでを58個の金属製コンテナを積んで運航した。

### 世界標準化

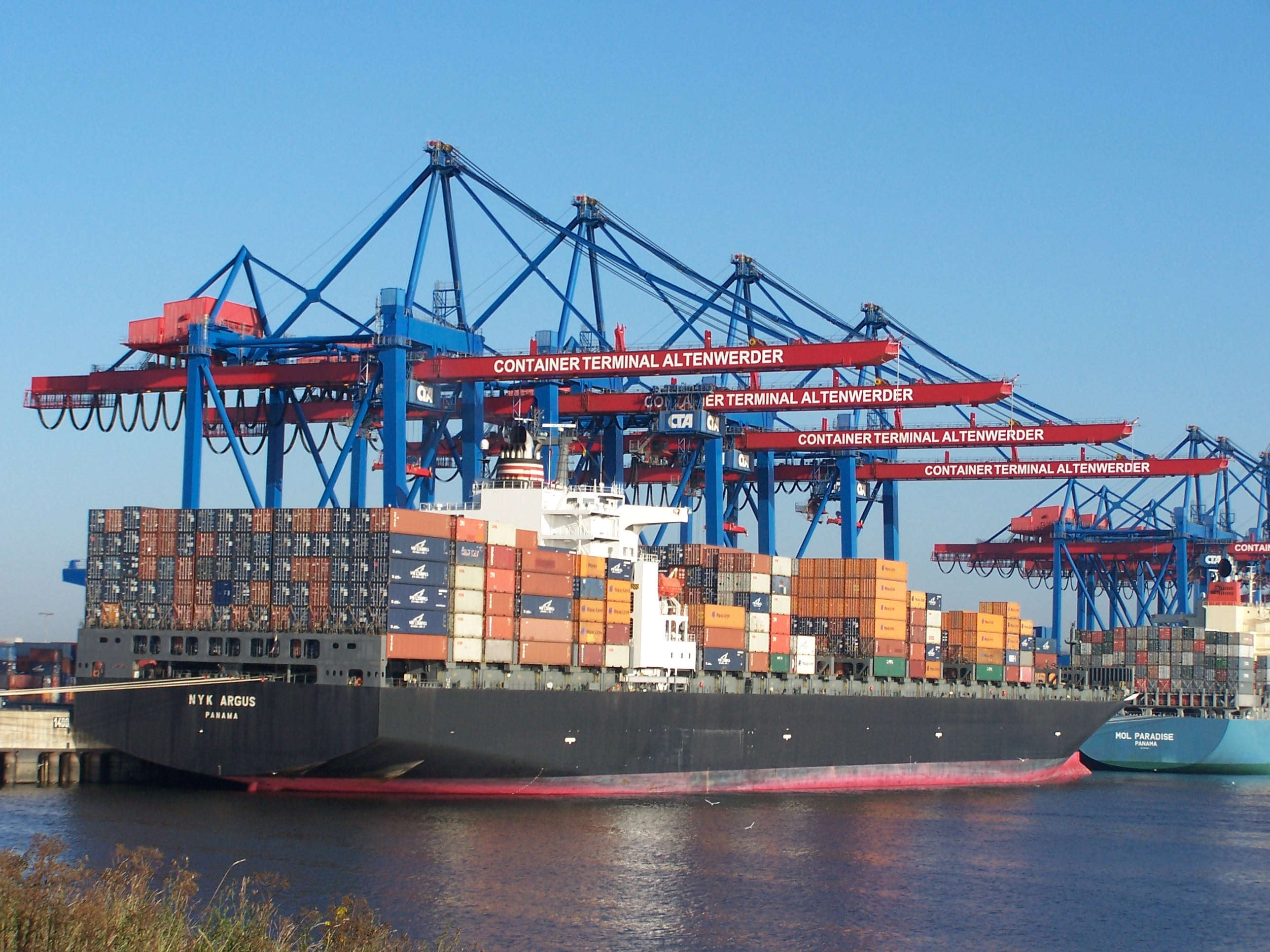
コンテナターミナル（ハンブルク）

海上輸送のコンテナ化により、船に積んだコンテナを別の港で規格化された車台を持つトレーラーにおろしてそのまま客先まで運ぶという、海陸一貫輸送が実現した。マクリーンはこれらのコンテナ船を持つ会社を海陸一貫の理想をこめて「シーランド」と名づけ、アメリカ国内航路だけでなく外国航路にも乗り出した。アメリカ合衆国の同業者やヨーロッパ、日本の船会社も追随し、ベトナム戦争の兵站輸送を始め海上貨物輸送の多くがコンテナを採用した。1960年代後半には世界各地の主要港で、従来型の荷役作業を行なう港湾労働者の「コンテナ化反対運動」のさなか、コンテナ専用埠頭が次々完成した。この時代、日本の神戸港がコンテナ取扱個数世界一を誇っていた。
海上輸送用コンテナの規格は、アメリカのトレーラーや鉄道で使われていたコンテナが元になった。当初はシーランド社の用いていた35フィートコンテナ（アメリカのセミトレーラー車の当時の最大規格）、およびマトソン社の24フィートコンテナ（同じくフルトレーラー車の最大規格）の2種類が主流だったが、国際海運業界の採用を前に1963年にISOが規格を統一し、長さ40 ft高さ8 ft（1A型）と長さ20 ft高さ8 ft（1C型）などの4種類とされた。
コンテナ自身は耐久性があって何年も使用が可能であり、中身の貨物は運送中も確実に保持・保護され、積み重ね可能で、野積みの状態で倉庫代わりにもなり、荷抜きの問題は大幅に解消された。世界中の航路を2,000 TEU級の大型コンテナ船や1万 TEUを超える超大型コンテナ船が往来し、ガントリー・クレーンを使いわずか1日や半日で貨物の積み下ろしを終えて次の港へ向かうという、定時性が高く早いコンテナ時代が到来し、世界の貿易や物流のありようが、わずか十数年で根底からがらりと変わってしまった。こうしてコンテナ船に対応できない従来型の埠頭や倉庫は急速に寂れていった。

### さらなる拡大

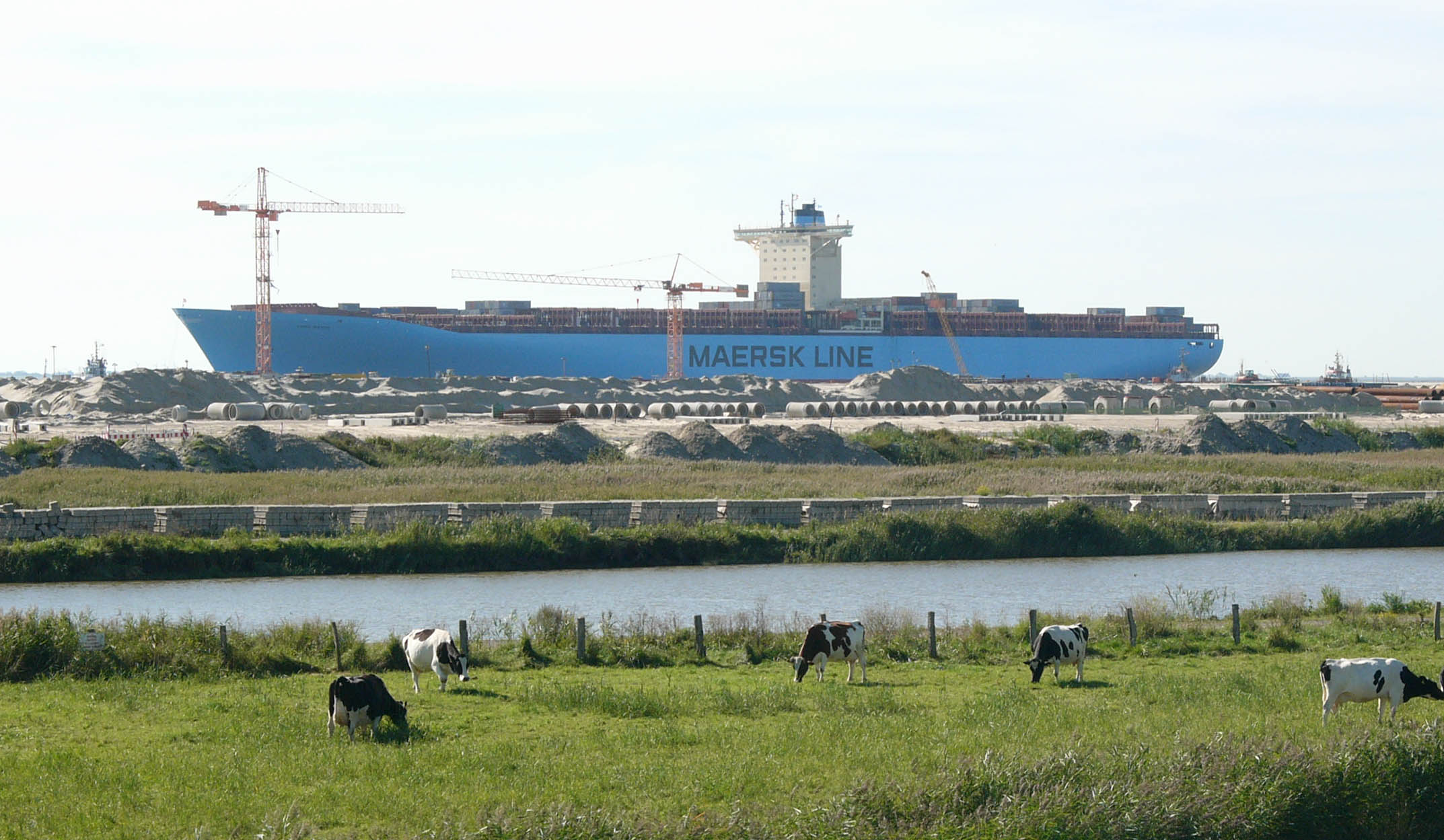
2006年9月の就航当時は、世界最大を誇っていたコンテナ船「エマ・マースク」 全長約400 m、最大積載量14,500 TEU。

1980年代末には、国際貨物が急増する日本やアジア⇔北米間の海上輸送に対応するため、4,000 TEU級の巨大船が建造された。これらの船は狭いパナマ運河を通れないため、大西洋側には行かないかわり、オークランドやロングビーチなど太平洋側の港で船から貨物列車の台車（コンテナ車）に直接コンテナをおろし、大陸横断鉄道で全米へ輸送することになった。コンテナを一度に大量に運ぶ船の導入により、効率化と運賃競争激化への対応をめざしたものである。また、鉄道で西海岸から東海岸に運送したほうが、すべて船で運ぶより到着時間が早いメリットもあった。さらに、9.6フィート高のコンテナや、45フィート長の大型コンテナも登場する。コンテナ船は商用のみならず軍需物資輸送にも使用され、湾岸戦争では多国籍軍の食糧・兵器輸送のために82,000 TEU以上がペルシア湾に運ばれたが、混載された貨物の複雑きわまる行き先管理は当時の情報システムの限界に達し、その後の物流の大きな課題となった。
2000年代前後より、中国の「世界の工場化」にともない輸送量がさらに増える一方、運賃競争も激しさを増してコンテナ船会社同士の国境を越えた合併が相次いだ。船自体も8,000 TEU、9,000 TEU、14,500 TEUという全長300 mを超える超大型船が運航されるようになった。これにあわせ、世界中の港ではガントリー・クレーンの大型化や水深15 m級岸壁の整備など、設備の大型化工事に追われている。今日では1年間の船舶輸送のうち、90 %以上がコンテナ化され、年2億個以上のコンテナが輸送されている。
ISOによるコンテナ標準化で、陸運会社や鉄道会社は、ISO標準コンテナに合わせた大きさのトレーラーや貨車の車台への置き換えが迫られた。また、多種の異なった大きさだった貨物用パレットも、ISO標準コンテナに合うサイズに標準化されてきており、独自のパレット規格にこだわってきた、JR貨物などの日本の各業者も、標準化が急務となっている。特に日本の鉄道貨物を殆ど独占しているJR貨物の独自のパレット規格が、海と陸の一貫輸送の大きな障壁となっている。